# ليسوم سناني
ليسوم سناني (الاسم العلمي:Illicium lanceolatum) هو نوع نباتي يتبع جنس الليسوم من فصيلة الشزندرية.